# Anachronox
Anachronox är ett datorspel till Microsoft Windows släppt 2001. Det handlar om den utbrände privatdetektiven Sylvester "Sly Boots" Bucelli som försöker finna arbete i slummen på planeten Anachronox. Av en händelse löser han ett mysterium som hotar hela universum.